# Tenby Castle
Tenby Castle är ett slott i Storbritannien.   Det ligger i kommunen Pembrokeshire och riksdelen Wales, i den södra delen av landet, 300 km väster om huvudstaden London. Tenby Castle ligger 14 meter över havet.
Terrängen runt Tenby Castle är platt. Havet är nära Tenby Castle åt sydost.  Närmaste större samhälle är Tenby, 0,61 km väster om Tenby Castle. 